# Piskorzec
Piskorzec [pronunciación en polaco: /pisˈkɔʐɛt͡s/] es un pueblo ubicado en el distrito administrativo de Gmina Iłów, dentro del Condado de Sochaczew, Voivodato de Mazovia, en el este de Polonia central. Se encuentra aproximadamente a 2 kilómetros al sureste de Iłów, a 18 kilómetros al noroeste de Sochaczew, y a 66 kilómetros al oeste de Varsovia.